# Топонимия Польши

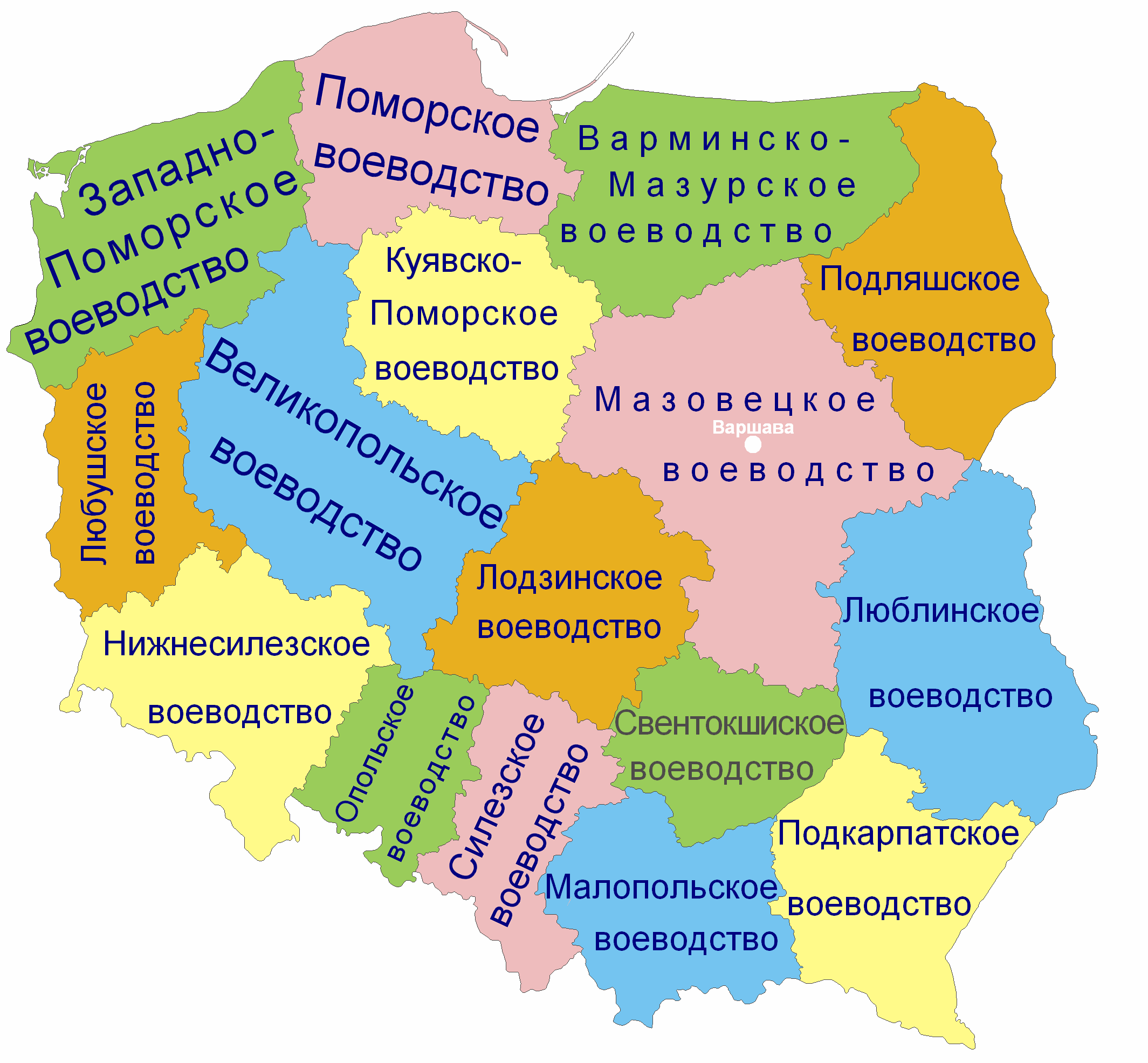
Административное деление Польши

Топонимия Польши — совокупность географических названий, включающая наименования природных и культурных объектов на территории Польши. Структура и состав топонимии страны обусловлены её географическим положением, этническим составом населения и богатой историей.

## Название страны
Русское название «Польша» восходит к местному падежу единственного числа w Polszcze (совр. пол. w Polsce) от пол. Polska — субстантивированное прилагательное «польская» от ziemia polska — «земля польская», то есть «земля полян» (название племени, в свою очередь, происходит от слова «поле»).
Официальное название страны — пол. «Rzeczpospolita Polska». После введения официального названия его некоторое время переводили на русский язык как Польская Республика, потому что слово Polska одновременно значит и «Польша» и «Польская». Затем последовало разъяснение МИД Польши о том, что адекватным переводом является «Республика Польша». В официальном названии страны используется не современное польское слово «republika» (республика), а устаревшее — «rzeczpospolita» (Речь Посполитая), которое является дословным переводом на польский язык латинского термина «rēs рūblica» (общественное дело).

## Формирование и состав топонимии
По оценке В. А. Жучкевича, территория Польши может быть подразделена в топонимическом отношении на несколько частей:
- центральная, восточная и юго-восточная части Польши со старопольскими топонимами;
- северо-восток Польши со значительным влиянием балтийских компонентов;
- северные и западные области Польши с большим числом новых названий, появившихся после Второй мировой войны, а также древнеславянских названий, восстановленных в послевоенные годы.

После окончания Второй мировой войны властями Польши была проделана большая работа по восстановлению прежних славянских названий на территории так называемых Возвращённых земель, для чего в 1945 году была возобновлена работа Комиссии по установлению наименований местностей (пол. Komisja Ustalania Nazw Miejscowości, KUNM). В период с 1946 по 1951 годы Комиссией было возвращено или установлено новое польское наименование для 32 тысяч населённых пунктов и 3 тысяч географических объектов. В некоторых случаях не сохранилось никаких документов, ни старожилов мест, и тогда объекту давалось совершенно новое название либо производился дословный перевод с немецкого. Примерами могут служить Высока Лозница, Мосты, Пясек, Стара Рудница, Варнице, Любань, Жары, Нове-Мястечко и др..
В целом топонимикон Польши представлен преимущественно славянскими топонимическими типами, кое-где встречаются немногочисленные иноязычные названия. Как правило, местные гидронимы более древни по сравнению с ойконимами. Среди иноязычных топонимов видное место принадлежит балтийским названиям, ареал которых лежит на северо-востоке Польши. Балтийские топонимы распространяются на юг приблизительно до линии Гданьск — Грудзёндз — Торунь — Млава —— Остроленка — Белосток. Балтийские (ятвяжские) названия часто бывают трансформированы под влиянием польского языка. По-видимому, балтийскими являются гидронимы Ганьча, Бебжа, Шешупе, названия поселений Гарбас, Житкеймы, Вижайни, Шликопеме и др. Однако территория, на которой встречаются балтийские названия, очень невелика.
Очень редко встречаются названия немецкого происхождения, Почти все они трансформированы и узнаются лишь путём тщательного лингвистического анализа. Их возникновение относится к XIII—XIV векам. Для них характерны элементы -щин, -вальд‚ -барк: Фирвальд, Рихвальд, Гривальд, Ольштин, Фульстин, Тымбарк, Шимбарк (3 населённых пункта) и др. От этих немногочисленных немецких по происхождению названии следует отличать «онемеченные» названия, которых было много до Второй мировой войны на нынешних территориях западных земель Польши; они представляли собой результат переосмысления и трансформации старых славянских названий, некоторые же появились в результате официального переименования, но, как правило, не были восприняты польским населением и остались лишь в официальных немецких документах.
Значительная часть польских гидронимов относится к славянскому типу: Висла, Бодва, Шкло, Вишня, Пилица, Варта, Крупина, Брень и др. Названия некоторых крупных рек восходят ещё к древнейшему, «общеевропейскому» времени и об их происхождении можно строить лишь догадки. На юге, в Прикарпатье, есть иноязычные гидронимы. Некоторые исследователи находят здесь следы иллирийских, албанских и германских элементов. Не выяснено происхождение названий притоков нижней Вислы и прибалтийской части Польши: Ногат, Рега, Оса, Вкра, Парсета и др. Польский лингвист Я. Розвадовский делит бассейн Вислы на два топонимических района: первый — до реки Нарев и Бзуры, второй — от этих мест до устья. В первом районе преобладают названия древние, но преимущественно прозрачные и понятные на почве славянских материалов. На второй территории встречаем целый ряд названий индоевропейских. но чуждых славянским территориям, как Вкра, Скрва, Зговеда, Гвда, Верцина и др..
Оронимы в Карпатах имеют главным образом славянское происхождение: Бабья Гора, Замкова Гора, Лысая Гора, Быстра, Яворники и др.
Названия населённых пунктов Польши очень напоминают белорусские и украинские с характерными суффиксами -ов, -ев (ув):Жирардов, Жешув, Цеханув и др. Особенно широко распространены такие названия на юге и юго-востоке Польши. В названиях поселений часто встречается также суффикс -ице: Кошице, Кшенице, Стараховице и др. Он соответствует русскому (белорусскому) суффиксу -ичи. Наиболее часты слова с этим суффиксом в южной части Центральной Польши; в северо-восточной её части немало названий с суффиксом -щизна. Все топонимические суффиксы уходят восточными частями своих ареалов на территорию Белоруссии и Украины.
Польские ойконимы по типологии Жучкевича могут быть разделены на те же группы, что и названия поселений в соседних частях Белоруссии и Украины. Особенно широко распространены названия первых четырёх групп.
К названиям I группы (названия, возникшие в связи с природными условиями местности) можно отнести такие, как Вышница, Краснополь, Сухово, Вышемборк, Липовец (по крайне мере 22 населённых пункта), Клен, Камельчик, Хелмно. В центральной части Польши эта группа включает до 20—40 % всех названий. К названиям II группы (названия, возникшие на основе социальных и экономических явлений) относятся Словатичь, Мельник, Бляховне, Рудники, Новая Гута. В Центральной Польше в эту группу входит также 20— 40 % всех названий. Примерами названий III группы (названия, характеризующие особенности объекта) могут служить Свеже, Красне (2 гмины), Любань, Старосельце, Обрыте, Нове, Заполе, Тынек-над-Вислой. Очень многочисленны в Польше названия Воля, Вулька, несколько реже встречаются названия Льгота. Эти имена присваивались поселениям, жители которых освобождались от некоторых повинностей или пользовались какими-то льготами. В определённой мере эти названия напоминают названия Слободка в России. К IV группе названий (названия патронимические, данные по фамилиям и именам) принадлежат такие, как Янув (2 гмины), Михалево, Миколайки, Станиславув, Александрув (4 топонима), Болеславец и др. В центре Польши к этой группе относится 42—66 % названий (в зависимости от района). Примерами названий V группы (перенесённые названия) могут быть Киевец, Россошь, Браньск, Гдув, Львувек Слёнски, Краковек, Контоп (3 топонима) и др. Названия VI группы (религиозного и культового значения) — Свентошув, Свети-Петер и др..

## Топонимическая политика
Топонимической политикой в стране занимается Комиссия по установлению наименований местностей (пол. Komisja Ustalania Nazw Miejscowości), созданная в 1934 году.